# William Pickering

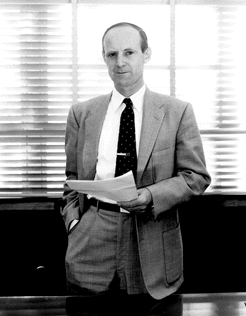
Dr. William H. Pickering (fot. JPL/NASA)

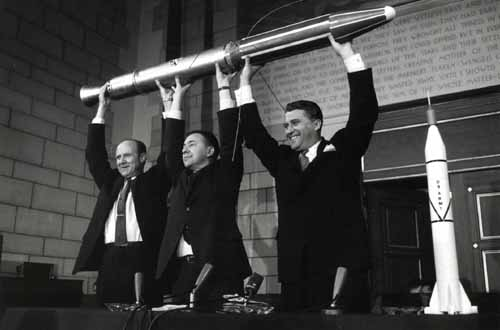
Pickering, Van Allen i Von Braun na konferencji prasowej; trzymają w górze model sondy Explorer 1 (fot. NASA)

William Hayward Pickering (ur. 24 grudnia 1910 w Wellington, zm. 15 marca 2004) – astrofizyk nowozelandzki, pracujący w USA (od 1941 obywatel amerykański).

## Życiorys
Przez 22 lata kierował Laboratorium Badań Napędu Odrzutowego w NASA. Za wkład w prace nad badaniami kosmicznymi otrzymał m.in. Nagrodę Japońską (1993) oraz Order Nowej Zelandii (2003).
W 1972 został przez IEEE uhonorowany Medalem Edisona za wkład w telekomunikację, kierowanie rakietami, sterowanie statkami kosmicznymi oraz inspirujące przewodzenie w zagadnieniach bezzałogowej eksploracji systemu słonecznego.